# Dąb Kotwicza
Dąb Kotwicza – historyczny pomnik przyrody, dąb szypułkowy rosnący na terenie Nadleśnictwa Szprotawa w leśnictwie Długie (powiat żagański). Drzewo mierzy w obwodzie 504 cm (2016).
Drzewo to identyfikowane jest z pomnikiem przyrody z okresu przed II wojną światową, który nosił nazwę Kottwitz Eiche. Był także wzmiankowany w niemieckojęzycznej literaturze przedmiotu.
Po 1945 wartość kulturowa pomnika uległa zatarciu i zapomnieniu. Drzewo odkryte zostało ponownie przez Towarzystwo Bory Dolnośląskie w grudniu 2016.